# Diócesis de Lorena
La diócesis de Lorena (en latín: Dioecesis Lorenen(sis) y en portugués: Diocese de Lorena) es una circunscripción eclesiástica latina de la Iglesia católica en Brasil, sufragánea de la arquidiócesis de Aparecida. La diócesis tiene al obispo Joaquim Wladimir Lopes Dias como su ordinario desde el 13 de enero de 2021. 

## Territorio y organización

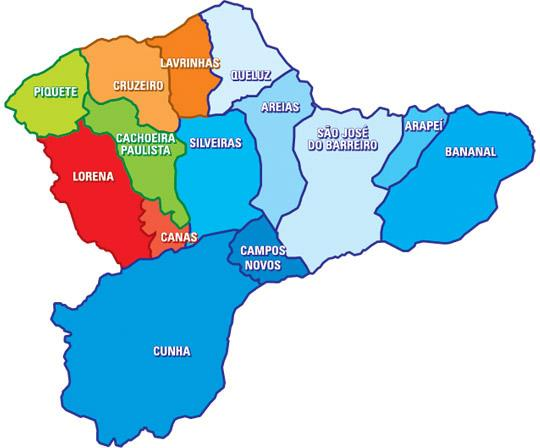
Mapa de la diócesis de Lorena

La diócesis tiene 3124 km² y extiende su jurisdicción sobre los fieles católicos de rito latino residentes en 14 municipios del estado de São Paulo: Lorena, Arapeí, Areias, Bananal, Cachoeira Paulista, Campos Novos Paulista, Canas, Cruzeiro, Cunha, Lavrinhas, Piquete, Queluz, São José do Barreiro y Silveiras.
La sede de la diócesis se encuentra en la ciudad de Lorena, en donde se halla la Catedral de Nuestra Señora de la Piedad. En Cachoeira Paulista se encuentra el santuario nacional de la Santa Cabeça.
En 2019 en la diócesis existían 30 parroquias agrupadas en 4 sectores pastorales: Cachoeira Paulista, Cruzeiro, Lorena, Vale Histórico e Climático.

## Historia
La diócesis fue erigida el 31 de julio de 1937 con la bula Ad christianae plebis del papa Pío XI, obteniendo el territorio de la diócesis de Taubaté.
Originalmente sufragánea de la arquidiócesis de San Pablo, el 19 de abril de 1958 pasó a formar parte de la provincia eclesiástica de la arquidiócesis de Aparecida.

## Estadísticas
De acuerdo al Anuario Pontificio 2020 la diócesis tenía a fines de 2019 un total de 219 000 fieles bautizados.
| Año                                                                             | Población            | Población | Población      | Sacerdotes | Sacerdotes    | Sacerdotes    | Bautizados por sacerdote | Diáconos permanentes | Religiosos | Religiosos | Parroquias |
| Año                                                                             | Bautizados católicos | Total     | % de católicos | Total      | Clero secular | Clero regular | Bautizados por sacerdote | Diáconos permanentes | Varones    | Mujeres    | Parroquias |
| ------------------------------------------------------------------------------- | -------------------- | --------- | -------------- | ---------- | ------------- | ------------- | ------------------------ | -------------------- | ---------- | ---------- | ---------- |
| 1950                                                                            | 23 000               | ?         | ?              | 14         | 14            |               | 1642                     |                      | 90         | 25         | 13         |
| 1966                                                                            | 180 000              | 190 000   | 94.7           | 45         | 13            | 32            | 4000                     |                      | 109        | 87         | 15         |
| 1968                                                                            | 190 000              | 210 000   | 90.5           | 34         | 11            | 23            | 5588                     |                      | 30         | 61         | 13         |
| 1976                                                                            | 180 000              | 200 000   | 90.0           | 41         | 9             | 32            | 4390                     |                      | 139        | 95         | 16         |
| 1980                                                                            | 204 000              | 228 000   | 89.5           | 39         | 12            | 27            | 5230                     |                      | 90         | 71         | 15         |
| 1990                                                                            | 249 000              | 265 000   | 94.0           | 40         | 15            | 25            | 6225                     | 1                    | 47         | 77         | 19         |
| 1999                                                                            | 289 000              | 306 000   | 94.4           | 43         | 27            | 16            | 6720                     | 18                   | 94         | 36         | 23         |
| 2000                                                                            | 195 000              | 254 000   | 76.8           | 45         | 27            | 18            | 4333                     | 18                   | 35         | 34         | 23         |
| 2001                                                                            | 193 000              | 254 000   | 76.0           | 45         | 27            | 18            | 4288                     | 19                   | 38         | 45         | 23         |
| 2002                                                                            | 200 000              | 260 911   | 76.7           | 45         | 31            | 14            | 4444                     | 17                   | 123        | 37         | 23         |
| 2003                                                                            | 200 000              | 265 000   | 75.5           | 45         | 31            | 14            | 4444                     | 17                   | 100        | 37         | 23         |
| 2004                                                                            | 198 936              | 263 590   | 75.5           | 46         | 32            | 14            | 4324                     | 15                   | 29         | 37         | 26         |
| 2013                                                                            | 225 000              | 300 772   | 74.8           | 67         | 36            | 31            | 3358                     | 17                   | 89         | 37         | 31         |
| 2016                                                                            | 230 500              | 308 000   | 74.8           | 85         | 75            | 10            | 2711                     | 29                   | 86         | 41         | 34         |
| 2019                                                                            | 219 000              | 292 917   | 74.8           | 79         | 65            | 14            | 2772                     | 29                   | 91         | 40         | 30         |
| Fuente: Catholic-Hierarchy, que a su vez toma los datos del Anuario Pontificio. |                      |           |                |            |               |               |                          |                      |            |            |            |

## Episcopologio
- Sede vacante (1937-1940)

- Francisco do Borja Pereira do Amaral † (21 de diciembre de 1940-3 de octubre de 1944 nombrado obispo de Taubaté)
- Luís Gonzaga Peluso † (13 de junio de 1946-25 de julio de 1959 nombrado obispo de Cachoeiro de Itapemirim)
- José Melhado Campos † (29 de mayo de 1960-22 de febrero de 1965 nombrado obispo coadjutor de Sorocaba[3])
- Cândido Rubens Padín, O.S.B. † (3 de enero de 1966-27 de abril de 1970 nombrado obispo de Bauru)
- Antônio Afonso de Miranda, S.N.D. † (3 de noviembre de 1971-11 de julio de 1977 nombrado obispo coadjutor de Campanha)
- João Hipólito de Morais † (11 de julio de 1977-10 de enero de 2001 retirado)
- Eduardo Benes de Sales Rodrigues (10 de enero de 2001-4 de mayo de 2005 nombrado arzobispo de Sorocaba)
- Benedito Beni dos Santos (26 de abril de 2006-25 de septiembre de 2013 retirado)
- João Inácio Müller, O.F.M. (25 de septiembre de 2013-15 de mayo de 2019 nombrado arzobispo de Campinas)[4]
- Joaquim Wladimir Lopes Dias, desde el 13 de enero de 2021